# Raulinoreitzia
Raulinoreitzia, rod glavočika iz podtribusa Disynaphiinae, dio tribusa Eupatorieae.

## Opis
Raulinoreitzia je južnoamerički rod od tri vrste. Ima piramidalnu kapitulescenciju, koja se može oprašiti vjetrom, kao i gole baze stila i glavice s 5 cvjetova.

## Vrste
1. Raulinoreitzia crenulata (Spreng.) R.M.King & H.Rob.
2. Raulinoreitzia leptophlebia (B.L.Rob.) R.M.King & H.Rob.
3. Raulinoreitzia tremula (Hook. & Arn.) R.M.King & H.Rob.

## Sinonimi
- Eupatorium Sect.Raulinoreitzia (R.M.King & H.Rob.) Cabrera; Fl. Ilustr. Catar., 1(Compos., 4): 497 (1989)